# Anna Berkovcová

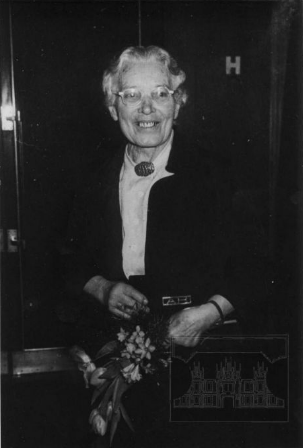
Anna Berkovcová v pozdním věku

Anna Berkovcová (13. února 1881 Blovice – 9. července 1960 Praha) byla česká botanička, zemědělská odbornice, pedagožka a skautka, patnáctá Češka v historii s akademickým titulem.

## Život
Narodila se v rodině železničního traťmistr, později úředníka Jana Berkovce a Anny roz. Chodorové 13. února 1881 v Blovicích. Měla dva sourozence: Jana (1891–1945) a Anežku Šimovou.
Po gymnáziu Minerva (1895-1901) studovala na Filozofické fakultě Karlo-Ferdinandovy university    obor přírodní vědy.  Dne 18. března 1907 složila rigorózní zkoušky z botaniky a mineralogie (obhájila disertační práci Regenerace u jatrovek) a vedlejší rigorózní zkoušku z filozofie. Byla velmi aktivní v dívčích a ženských organizacích a rovněž v domácích i zahraničních odborných institucích. R. 1919 vystoupila z katolické církve.
Po dobu studií bydlela v rodině české spisovatelky Karolíny Světlé v domě U Kamenného stolu na Karlově náměstí. Tam poznala i další osobnosti české duchovní elity, Sofii Podlipskou, Jaroslava Vrchlického, Julia Zeyera a jiné. Na Minervě se seznámila s Alicí Masarykovou. Staly se přítelkyněmi na celých příštích padesát let.
V letech 1906-1909 učila na dívčím lyceu v Chrudimi, potom byla profesorkou na dívčím lyceu v Praze-Holešovicích, kde v letech 1916-1922  působila jako správkyně, později ředitelka. Ve školním roce 1918/1919 rovněž řídila nově založenou Vyšší školu sociální péče. Současně od září do prosince 1918 vyučovala na Městské Vyšší dívčí škole ve Vodičkově ulici v Praze. 
Podnikala četné studijní cesty do zahraničí, mj. se 1920–1921 zúčastnila desetiměsíčního kurzu na dívčí zahradnické škole v Philadelphii, navštívila také několikrát Německo, Nizozemsko, Francii, Polsko, Velkou Británii, Skandinávii.  
Ve školním roce 1924/1925 vedla v Chrudimi nově založený pedagogický seminář pro učitelky hospodyňských škol. Stala se též členkou zkušební komise pro učitelky zemědělských škol V roce 1924 stála u vzniku Skupiny organizace práce v domácnosti, pozdější Ústředí československých hospodyň. Jako členka Republikánské strany zemědělského a malorolnického lidu se účastnila i politického dění.  

### Dívčí zahradnická škola v Krči
Životním dílem Anny Berkovcové bylo vybudování Dívčí zahradnické školy v Praze-Krči.  Za pomoci ministerstva zemědělství a České společnosti pro zvelebování zahradnictví v Praze uvedla v roce 1922 do života školu, která dívky vychovávala pro nové povolání - .kvalifikované zahradnice, odborné učitelky pro zahradnický obor, podnikatelky, projektantky či vzdělané hospodyně, které jednou přivedou do měst více zeleně a na vesnice více osvěty. 
Po vzoru ciziny zavedla ve škole obsáhlé učební osnovy. Dívky v zahradnickém areálu bydlely, takže celý den věnovaly teoretickému i praktickému učení, přičemž zároveň vařily, obstarávaly malé hospodářství, úly, meteorologickou stranici, učily se spravovat např. rohože, ale také společenskému vystupování, jezdily do pražských divadel. získávaly vědomosti z účetnictví, historie světových zahrad apod. 
Anna Berkovcová byla ve škole od počátku ředitelkou a v této funkci setrvala až do roku 1939, kdy musela uvolnit místo muži.  Do školy se pak vracela jen jako bývalá ředitelka, a to až ro roku 1959.   

### Skauting
Ke skautingu ji přivedla láska k přírodě. Úkolu založit dívčí skauting se Anna Berkovcová ujala na žádost Vlasty Štěpánové. 11. ledna 1915 rozhodlo vedení organizovat dívčí skauting ve společném ústředí s chlapci v Junáku, v němž byl za tímto účelem vytvořen Odbor pro dívčí výchovu skautskou. Anna Berkovcová se stala jeho předsedkyní a vedla jej do roku 1918.
Hned v květnu téhož roku na skautských slavnostech v pražské Klamovce postavil oddíl Sasanek vlastnoručně stan. Anna Berkovcová následně se sedmičlenným ženským výborem vypracovala program pro dívky. Naplánovala jim utužování fyzických a morálních sil, pohyb, táboření, kuchaření, ruční práce, ošetřování nemocných, propagaci správné výživy, zručnost a samostatnost.
Po první světové válce se již skautingu věnovala pouze sporadicky přednášením na vzdělávacích akcích.

## Dílo
- Regenerace u jatrovek – Praha: Česká akademie císaře Františka Josefa pro vědy, slovesnost a umění, 1905
- Vznik a vývoj Čechovy květnice: 23. 11. 1909 – 23. 11. 1911 – sestavila. Praha: Svaz okrašlovací, 1911[7]
- Rostlinopis pro nižší třídy dívčích lyceí a střední školy dívčí. Díl 1., pro 1. tř. – Praha: Unie, 1913
- Rostlinopis pro nižší třídy dívčích lyceí a střední školy dívčí. Díl 2., pro 2. tř. – Praha: Unie, 1913
- Kam ze střední školy dívčí? – Praha: Sdružení akademicky vzdělaných žen (SAVŽ): Alois srdce, 1914
- Ženské studium na českých školách středních a vysokých: almanach – redakční kruh A. Berkovcová, A. Císařová, A. Fischerová, J. Knedlhansová, L. Machová, Marie Slavíková; z redakce odpovídá Marie Slavíková. Praha: SAVŽ, 1917
- Práce v zahradě – Praha: České lidové knihkupectví a antikvariát, 1923
- Zahrádky dorostu Červeného kříže – Zdeňka Kosáková.  Našemu dorostu – Anna Berkovcová. Praha: ČSČK, 1924
- Výroční zpráva Státní hospodyňské školy, Státních pedagogicko-didaktických kursů a Státního pedagogického semináře pro vzdělání učitelek škol hospodářských v Chrudimi – Berkovcová A., Dušánek František. 1922–1923 – 1925–1926. Chrudim: Státní hospodyňská škola, 1926